# Puerto Viejo (Talamanca)
Puerto Viejo es una localidad costera ubicada en el distrito de Cahuita, en el Cantón de Talamanca, Provincia de Limón, al sureste de Costa Rica. Es un popular destino turístico del Caribe costarricense.

## Historia
La región donde se ubica Puerto Viejo fue ocupada por aborígenes pertenecientes al Cacicazgo de Talamanca, un señorío indígena perteneciente culturalmente al Área Intermedia, conformado por diversas etnias como bribri, térraba, cabécar, terbi y tariaca. el 25 de septiembre de 1502, Cristóbal Colón arribó al actual territorio de Costa Rica y visitó el poblado de Cariay, situado cerca de la actual ciudad de Limón. En 1655, Andrés Arias Maldonado y Velazco fue nombrado Gobernador de Costa Rica. Una de sus primeras tareas fue buscar un sitio idóneo para construir un puerto en el Atlántico, ya que los puertos fluviales de Suerre y Matina no daban abasto con las necesidades económicas de la época. Su hijo, Rodrigo Arias Maldonado, descubrió en la costa un puerto, perteneciente a los tariacas, con gran cantidad de bajeles, que se ha especulado estaba ubicado entre punta Cahuita y punta Carreta, en donde se ubica actualmente el poblado de Puerto Viejo. A pesar de someter a los indígenas, los españoles no pudieron mantener un puerto efectivo en el Caribe, debido a la inclemencia del clima, la lejanía de la capital colonial Cartago, la belicosidad de los aborígenes refugiados en las montañas de Talamanca y los ataques de los piratas y zambos mosquitos, quedando en la región, como vestigios de esta época, numerosos barcos hundidos y leyendas de tesoros perdidos y espíritus que los custodian.
Con los españoles arribaron los primeros africanos, traídos por estos como mano de obra esclava, sobre todo individuos de la etnia bantú de Angola y Congo, que se establecieron en la región del Caribe, principalmente en Matina, para cuidar las plantaciones de cacao. En 1750, arribaron a la región pescadores de tortugas provenientes de Nicaragua y de Bocas del Toro en Panamá, muchos de ellos de origen afrocaribeño, que establecían campamentos temporales. Uno de ellos, William Smith, decidió asentarse en el área de punta Cahuita junto a su familia, lo que fue imitado por otros pescadores. En 1872, con la llegada de inmigrantes jamaiquinos para la construcción del ferrocarril al Atlántico, estableciéndose muchos de ellos de forma definitiva en la región, se estableció una cultura afrobritánica anglófona y protestante, muy diferente de la cultura del resto del país, y que se mantuvo muy viva debido al aislamiento que la provincia de Limón vivió con respecto al resto del país durante gran parte de su historia, por lo menos hasta 1948 y su cercanía a Bocas del Toro
El pueblo fue originalmente conocido como «Old Harbour», hasta que el Gobierno de Costa Rica, luego de la Guerra Civil de 1948, instituyó varios cambios para lograr una mayor integración de la provincia de Limón con el resto del país, introduciendo el español como la nueva lengua local y cambiando los nombres de los pueblos y lugares de la zona del inglés al español. Fields se convirtió en Bribri, The Bluff se convirtió en Cahuita y la cultura angloparlante afrocaribeña fue activamente desmantelada. La apertura de la provincia de Limón provocó la llegada de mayor cantidad de visitantes, primeramente mestizos provenientes del Valle Central de Costa Rica, y posteriormente de viajeros y turistas extranjeros. A finales del siglo XX, muchos extranjeros comenzaron a asentarse en la región del Caribe limonense atraídos por la belleza natural y la forma de vida tranquila de los pobladores, estableciéndose pequeños negocios y empresas turísticas que iniciaron el desarrollo económico de la ciudad y la construcción de mayor infraestructura, convirtiéndose el turismo en la principal actividad económica de la actualidad.

### Demoliciones (2012-2014)
A inicios de abril del 2012, nueve locales comerciales y residentes fueron formalmente notificados del inminente desalojo y subsecuente demolición de sus propiedades, por violar la Ley sobre la Zona Marítimo Terrestre.
Sesenta y seis propiedades (negocios y residencias) fueron declaradas “en violación” de la Ley sobre la Zona Marítimo Terrestre, y la primera fase de las demoliciones se planeó para noviembre del 2012. Se desconoce la razón por la que el Gobierno decidió actuar tan urgente y decididamente, pero los residentes aluden a las propuestas de una megamarina y otros planes de desarrollo para la región. Hay una compleja historia de leyes y decisiones que son activamente revisadas y debatidas por las comunidades afectadas.
Finalmente, en marzo del 2014, el Gobierno decidió echar marcha atrás y firmar una ley, previamente aprobada por la Asamblea Legislativa, para permitir que los pobladores pudieran quedarse en sus casas y comercios.

## Turismo
Puerto Viejo de Talamanca es un popular destino turístico. Es conocido en la comunidad del surf por tener la más grande y poderosa ola en Costa Rica, llamada “Salsa Brava”. También es un sitio de hermosas playas, como Playa Chiquita, Playa Negra y Punta Uva, que son algunas de las playas más espectaculares de Costa Rica, las cuales se pueden encontrar entre Puerto Viejo y Manzanillo. Este último es un lugar popular para el canotaje y se ubica a 13 km al sur, siguiendo la playa. El popular Centro de Rescate de Vida Silvestre “Jaguar” está cerca también.
Muchos turistas se detienen en Puerto Viejo en su ruta hacia la frontera con Panamá, en Sixaola. Esta frontera es popular entre la gente que va o viene desde Bocas del Toro. Puerto Viejo ofrece los hospedajes, restaurantes y servicios más cercanos a la frontera. Las pequeñas localidades fronterizas de Sixaola y Guabito están ubicadas 49 km al sur de Puerto Viejo, y no ofrecen alojamiento ni restaurantes. Los turistas deben quedarse en las aduanas costarricense y panameña. Changuinola, en Panamá, ofrece hospedaje, restaurantes y servicios al otro lado de la frontera.

## Demografía
Los habitantes del pueblo son en su mayoría de origen costarricense, con una sustancial población de ascendencia jamaiquina, así como un buen número de europeos que han migrado a la región. Los alrededores del poblado y las montañas de la región son el hogar de los indígenas bribri.

## Ecología
El mono aullador es nativo de la región.

## Imágenes
| Playa Negra en Puerto Viejo de Talamanca |
| Playa Negra en Puerto Viejo de Talamanca |

| Partes del arrecife coralino se pueden ver desde la playa en Puerto Viejo |
| Partes del arrecife coralino se pueden ver desde la playa en Puerto Viejo |